# Gouache

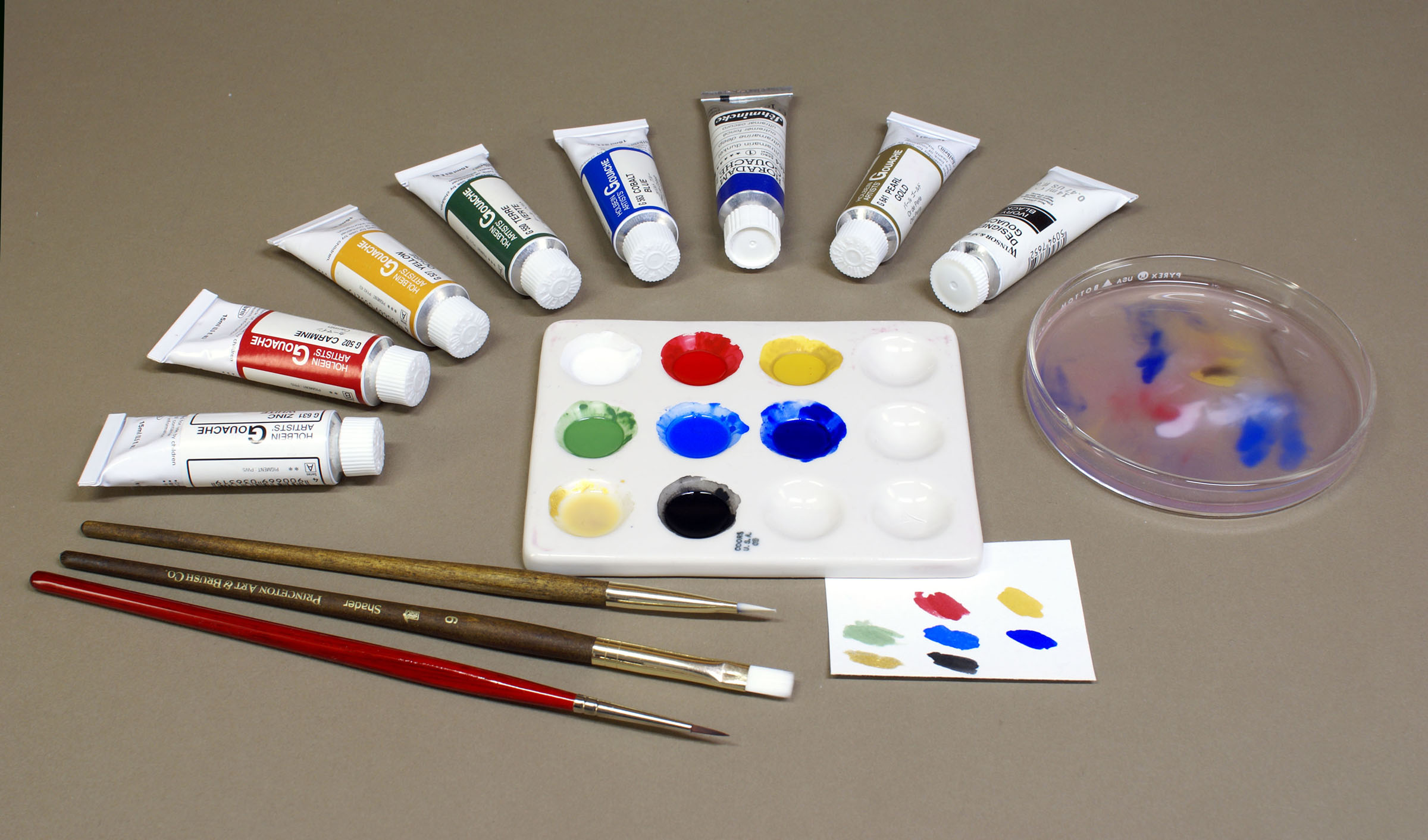
Gouachefärger

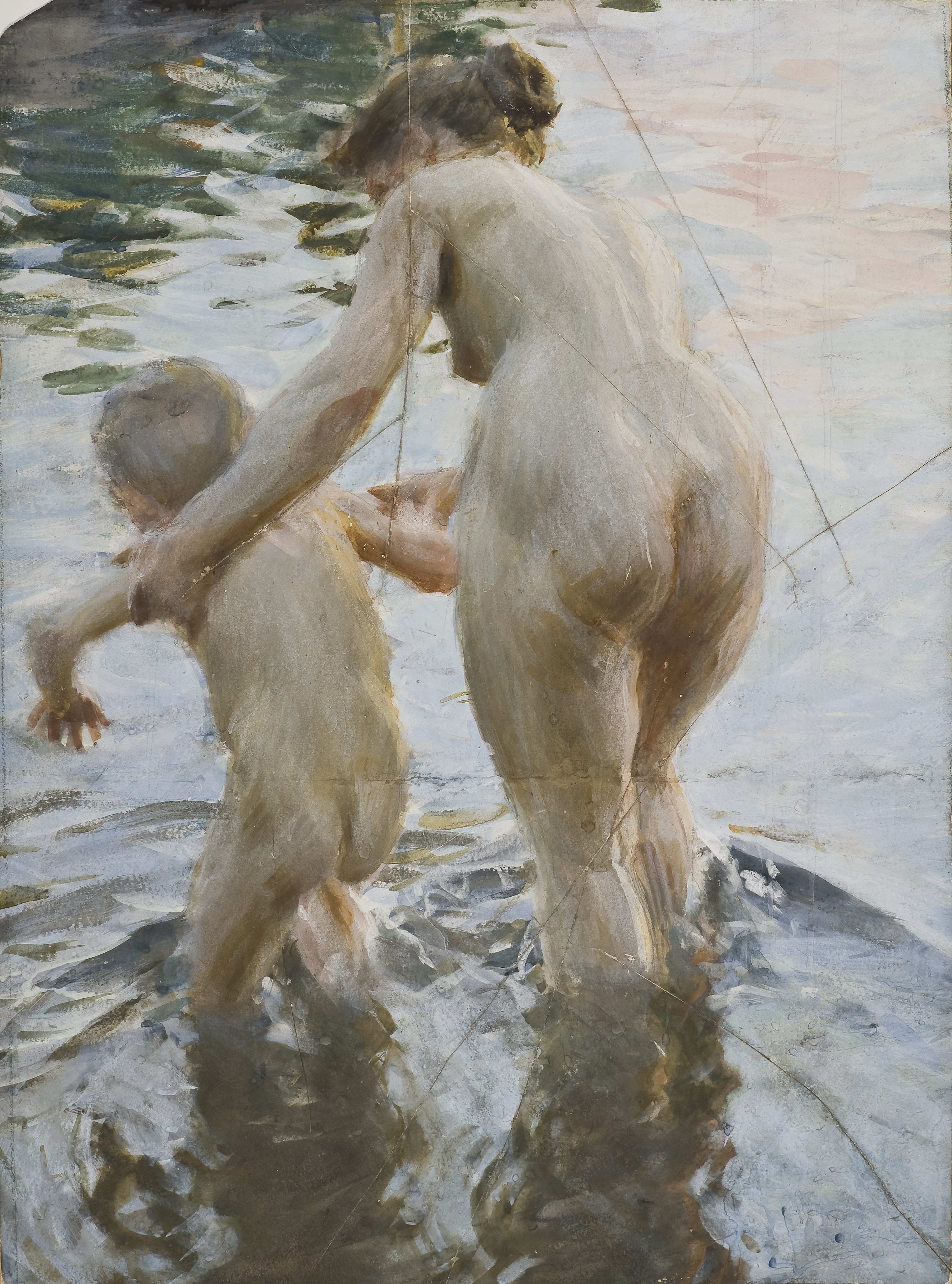
En premiär, målad i gouache 1888, Anders Zorn

Gouache (från franskan, i sin tur från italienska: guazzo, med ursprung i latin: aquatio "bevattning" eller "pöl") är en täckande vattenfärg med högre pigmentkoncentration, eventuellt även grövre rivet, än akvarellfärg. Liksom i akvarell utgörs bindemedlet oftast av gummi arabicum. Den högre koncentrationen av pigment gör att gouachefärger kan ge större intensitet än akvarell.
I gouachefärger av hög kvalitet är det just den högre pigmentkoncentrationen som står för täckningsförmågan, opaciteten, och en del producenter lägger över huvud taget inte till någon ytterligare ingrediens för opacitet i sina gouachefärger, medan andra har en liten andel tillsatser för opacitet.
Billigare gouachefärger har vanligtvis en tillsats av något vitt pigment för ökad täckningsförmåga, till exempel krita.
Gouache ger en möjlighet att bearbeta motiv på ett sätt som inte går med akvarell, då täckförmågan gör att underliggande färger kan döljas och man kan även lägga ljusa färger över mörka.
Det är vanligt att man målar gouache på akvarellpapper.